# Inpex
INPEX Corporation — японская нефтегазовая компания. В списке крупнейших компаний мира Forbes Global 2000 за 2022 год заняла 634-е место (1102-е по размеру выручки, 564-е по чистой прибыли, 810-е по активам и 1015-е по рыночной капитализации).

## История
Корпорация образовалась в 2006 году, вобрав в себя три японские нефтедобывающие компании.
Teikoku Oil Company была создана в 1941 году, объединив все нефтяные промыслы Японии. В 1975 году начала добычу нефти в Конго, а в 1992 году — также и в Венесуэле.
North Sumatra Offshore Petroleum Exploration Company была создана в 1966 году для нефтедобычи близ острова Суматра, позже расширила деятельность на всю Индонезию. В 1998 году вошла в состав консорциума по разработке месторождения Кашаган. С 2001 года стала называться INPEX Corporation. В 2003 году была куплена доля в проекте Азери — Чираг — Гюнешли.
Japan Oil Development Company была создана в 1974 году для участия в нефтедобывающих проектах на Ближнем Востоке, в частности разработки месторождения Закум. В 2004 году была объединена с INPEX.
В 2006 году произошло слияние INPEX Corporation с Teikoku Oil Company. В 2012 году началось строительство терминала «Ихтис» (Ichthys LNG Terminal) для разработки одноимённого месторождения природного газа у побережья Западной Австралии; INPEX является оператором и крупнейшим акционером проекта (66 %), также в проекте участвуют TotalEnergies (30 %) и несколько японских компаний; стоимость проекта — 34 млрд долларов, запасы газа — 362 млрд м³, производство сжиженного газа — 8,4 млн тонн в год; начал работу в 2018 году.

## Деятельность
Доказанные запасы углеводородов на конец 2021 года составляли 3,645 млрд баррелей н. э. Среднесуточный уровень добычи в 2021году составлял 584 тыс. баррелей н. э., из них 343,5 тыс. баррелей нефти и 35,4 млн м³ природного газа..
Основные подразделения по состоянию на 2021 год:
- Ближний Восток и Африка — на этот регион приходится основная часть запасов и добычи нефти (2,23 млрд баррелей и 231 тыс. баррелей соответственно, Закум и др.); выручка — 618 млрд иен, региональный центр в Абу-Диби.
- Азия и Океания — запасы составляют 924 млн баррелей н. э., добыча — 262 тыс. баррелей, выручка — 364 млрд иен; региональные центры — Перт, Дарвин, Джакарта, Сингапур; основные проекты — «Ихтис» и «Прелюд» в Австралии, «Абади» в Индонезии, «Байю-Ундан» в Восточном Тиморе.
- Евразия — запасы составляют 324 млн баррелей н. э., добыча — 55 тыс. баррелей, выручка — 117 млрд иен; региональные центры — Лондон, Осло и Астана.
- Америка — запасы составляют 38 млн баррелей н. э., добыча — 13 тыс. баррелей, выручка — 24 млрд иен; региональные центры — Сан-Антонио и Хьюстон.
- Япония — запасы составляют 130 млн баррелей н. э., добыча — 23 тыс. баррелей, выручка — 130 млрд иен; региональные центры — Токио и Ниигата.